# Галабея

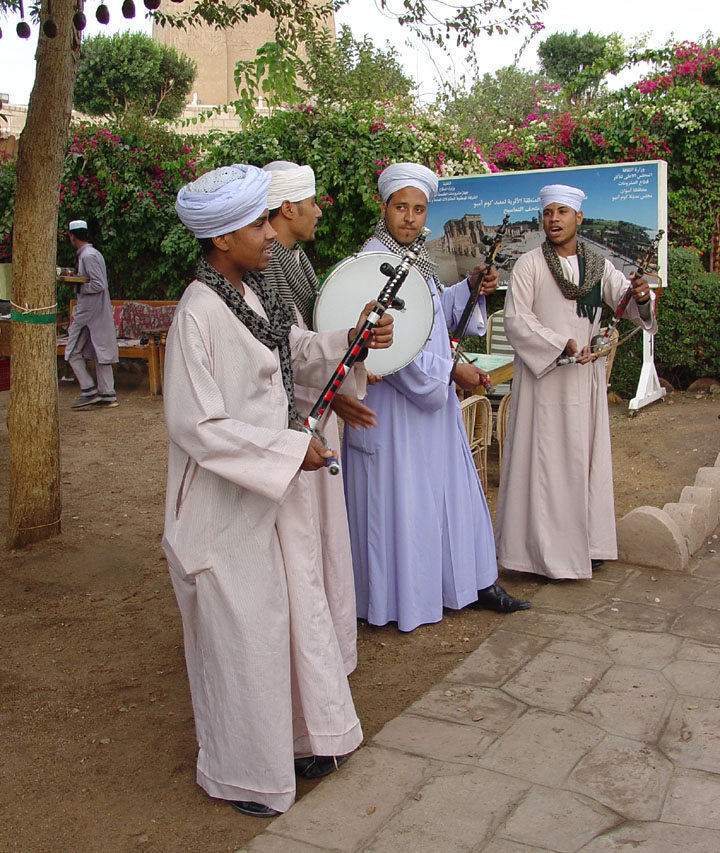
Египетские музыканты в городском варианте галабеи

Галабе́я (араб. جلابية‎ / ALA-LC: jilabīyah или gal(l)abeyya ɡæ.lɐ.ˈbej.jɐ, ɡæl.lɐ-) — национальная одежда народов Северной и Центральной Африки, длинная (до пят) мужская рубаха без ворота с широкими рукавами. Более дорогие делаются из тонкого сукна, у бедняков — из самой дешёвой ткани.

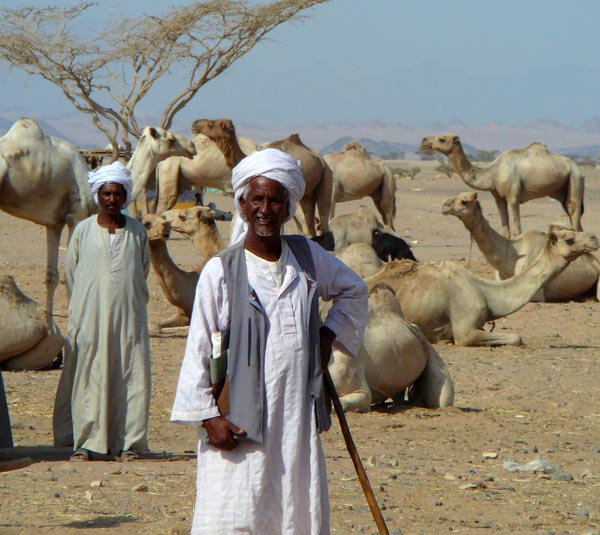
Шалатейн. Люди народности беджа в галабеях

Отличается от арабского тауба более широким вырезом, отсутствием воротника (иногда нет и пуговиц) и более длинными и широкими рукавами. У земледельцев эти рукава могут быть очень широкими и сшитыми в карманы; в них хранят небольшие предметы вроде табака или денег. На суданском и египетском побережье Красного моря, на Синайском полуострове большинство арабов-бедуинов и некоторые люди из племени беджа предпочитают носить на арабский манер дешдашу или тауб вместо характерной для долины Нила галабеи, традиционно ассоциируемой с земледелием.
Летом часто носят белые галабеи. Зимой используются также синие, коричневые, тёмно-зелёные или оливковые, из более плотной ткани. Традиционно с этой одеждой носится аммама (араб. عمامة‎; масри عمة ˈʕemːɐ) (тюрбан).